# Kung Fu Panda 2
Kung Fu Panda 2 es una película de animación de 2011, dirigida por Jennifer Yuh Nelson, secuela de la película de 2008 Kung Fu Panda. La película cuenta con la mayoría del elenco de voces original retomando sus papeles, junto con algunos personajes nuevos. La película se estrenó el 26 de mayo de 2011 y originalmente iba a ser denominada Kung Fu Panda 2: Pandamonium. Su continuación es Kung Fu Panda 3 fue estrenada en 2016. Es la segunda entrega de la franquicia de Kung Fu Panda.
La secuela fue anunciada por Jack Black, la voz de Po el Panda, en los "Nickelodeon's Kids' Choice Awards 2009". El resto del reparto de la primera película, incluyendo Jack Black, Dustin Hoffman, Angelina Jolie, Jackie Chan, Seth Rogen, Lucy Liu, David Cross y James Hong, repitieron sus papeles. Los nuevos miembros del reparto incluyeron a Gary Oldman en el papel de Shen. Victor Garber, Michelle Yeoh y Jean-Claude Van Damme fueron las nuevas estrellas invitadas.
Kung Fu Panda 2 fue nominada para los Premios Óscar en la categoría de Mejor película animada.

## Argumento
Mucho antes de los acontecimientos de la primera película, Lord Shen, el hijo de los pavos reales que gobernaban la ciudad de Gongmen, decidió usar el poder de los fuegos artificiales como un arma para conquistar China entera. Una cabra adivina predijo que si Shen seguía por ese camino sería derrotado por un guerrero de blanco y negro (un panda). Para evitar que la profecía se cumpliera, Shen y su ejército de lobos aparentemente exterminaron a todos los pandas. Horrorizados por esa atrocidad, los padres de Shen decidieron desterrar a su hijo a lo que amenaza la traición quien antes de marcharse juró venganza.
Veinte años más tarde, Po es el Guerrero Dragón y protege el Valle de la Paz con la ayuda de los Cinco Furiosos. El maestro Shifu le muestra a Po unos movimientos que sólo pueden realizarse alcanzando la paz interior, algo que deben alcanzar todos los maestros de kung fu. En ese momento, los lobos secuaces de Shen se llevan los objetos de metal de una aldea de músicos. Po y los Cinco pelean contra los lobos, pero Po se distrae al ver en la armadura del Jefe Lobo un símbolo que le hace tener un recuerdo en el que ve a su madre, permitiendo que los lobos escapen. Po le pregunta a su padre, el señor Ping, de dónde viene. El señor Ping le revela a Po que lo encontró dentro de una cesta de rábanos y lo adoptó, pero Po sigue sin saber cómo y por qué perdió a sus verdaderos padres y acabó en el Valle de la Paz.
Shifu se entera de que el maestro Rinoceronte (el líder de los maestros de kung fu que gobiernan Gongmen después de la muerte de los pavos reales) ha sido asesinado por Lord Shen, quien planea usar su nueva arma, un cañón, para acabar con todos los maestros de kung fu y conquistar China. Po y los Cinco Furiosos son enviados a detener a Shen y destruir el cañón. Po y los Cinco viajan a Gongmen, sólo para ver que la ciudad se encuentra bajo el control del ejército de Shen y que los maestros Buey y Cocodrilo (los discípulos del maestro Rinoceronte) han sido encarcelados. Po y los Cinco tratan de convencer a Buey y Cocodrilo para que los ayuden, pero ellos creen que no hay nada que hacer contra el arma de Lord Shen, así que se niegan. Po y los Cinco son descubiertos por el Jefe Lobo y para que no avise a Shen, lo persiguen por la ciudad, pero acaban en la torre de Shen y son capturados.
Los guerreros son llevados ante Shen, pero logran liberarse gracias a Víbora y Mantis (quien de algún modo logró escapar de ser encerrado) y destruyen el cañón. Lamentablemente, Shen tiene una fábrica de cañones al lado de la torre. Po se distrae de nuevo al ver en las plumas de Shen el mismo símbolo que vio en la armadura del Jefe Lobo, por lo que Shen escapa volando a la fábrica y destruye la torre con un arsenal de cañones. Po y los Cinco logran salvarse y Tigresa le pregunta a Po por qué se distrajo cuando tenía a Shen delante. Po finalmente confiesa que recuerda que Shen estaba presente la última vez que vio a sus padres. Po desea capturar a Shen para que le diga lo que pasó. Tigresa se compadece de él ante el asombro de los otros (ya que Tigresa por lo general es fría), pero aun así le pide que se quede escondido mientras ella y los demás tratan de destruir la fábrica de cañones (Esto debido a que Po está muy desconcentrado para pelear). Desobedeciendo a Tigresa, Po se mete en la fábrica y trata de capturar a Shen, pero acaba provocando que los Cinco Furiosos sean capturados. Po finalmente llega hasta Shen, quien le dice que sus padres lo abandonaron. Shen le dispara a Po con un cañón gigantesco, que lo hace caer en un río y quedando inconsciente.
Po es encontrado y curado por la adivina, quien lo lleva a las ruinas de la aldea donde nació. Con la ayuda de la adivina, Po logra recordar que esa aldea fue destruida por Shen y su ejército y que su madre, para salvarlo, lo escondió dentro de una cesta de rábanos. Po se da cuenta de que ha logrado grandes cosas a pesar de esa tragedia, y de esa manera alcanza la paz interior.
Po regresa a Gongmen para impedir que Shen inicie la conquista de China y libera a los Cinco Furiosos. Durante la batalla (en la que Buey y Cocodrilo participan después de haber sido convencidos por Shifu, que también ayuda), Po usa los movimientos que le mostró Shifu para agarrar las bolas de fuego de los cañones y lanzarlas contra los barcos de guerra de Shen, destruyéndolos. Po trata de convencer a Shen para que olvide el pasado y rectifique. Shen no hace caso a Po y lo ataca sin pensarlo para matarlo, pero acaba cortando sin darse cuenta las cuerdas que sujetaban el último cañón, el cual se derrumbó sobre Shen y lo aplasta, matándolo en una gran explosión que destruye los restos del último barco y luego derrotado. Después de la victoria, Tigresa ayuda a Po a levantarse y le menciona que lo que hizo fue bastante radical, tras este comentario Po sin pensarlo la abraza en agradecimiento, ante las asombradas caras de los otros maestros que también lo abrazan incluyendo a su maestro, Po regresa al Valle de la Paz y le dice al señor Ping que lo quiere como si fuera su verdadero padre. Mientras, en una aldea secreta poblada por los pandas que sobrevivieron, el verdadero padre (es biológico) de Po, Li Shan descubre que su hijo está vivo.

## Reparto

### Protagonistas
- Jack Black: el panda obeso Po / Guerrero Dragón.
- Angelina Jolie: la maestra Tigresa.
- Gary Oldman: el malvado Lord Shen, un pavo real blanco.
- Dustin Hoffman: el maestro Shifu, un panda rojo.
- Seth Rogen: el maestro Mantis (voz), una mantis china macho.
- Lucy Liu: la maestra Víbora.
- Jackie Chan: el maestro Mono.
- David Cross: maestro Grulla, una grulla macho.
- James Hong: el Sr. Ping, cocinero de fideos, padre adoptivo de Po, un ganso.
- Michelle Yeoh: la adivina, una cabra.
- Danny McBride: jefe lobo.
- Dennis Haysbert: el maestro Buey.
- Jean-Claude Van Damme: el maestro Cocodrilo.
- Victor Garber: el maestro Rinoceronte.

### Secundarios
- Lauren Tom: la oveja informante que se mete en la boca del dragón en el mercado (voz).
- Conrad Vernon: el jabalí.
- Paul Mazursky: el conejito músico.
- Romy Rosemont: madre cerda con el cerdito fan de Po.
- Mike Bell: el guardián gorila n.º 1.
- Jason Bertsch: el antílope cargador del carrito riksha.
- Michael DeMaio: el conejito feliz (voz).
- Shane Glick: el soldado lobo n.º 4 (voz).
- Lena Golia: el cerdito fan de Po (voz), y el conejito Bunny.
- April Hong: el conejito fan que quiere tocar la escoba de Po expuesto en el comedor del ganso Sr. Ping.
- Joseph Izzo: el soldado lobo n.º 1.
- Lexi Jourden: el conejito fan de Po.
- Stephen Kearin: el cerdo músico (voz), y el cerdo asombrado.
- Liam Knight: el panda Po cuando era bebé (voz).
- Dan O'Connor: el cerdo manchado por Po (voz), y soldado lobo n.º 2.
- Jeremy Shipp: el conejito con la bola de masa hervida.
- Maury Sterling: el soldado lobo n.º 3 (voz).
- Fred Tatasciore: Padre biológico de Po (voz), y el guardián gorila n.º 2.
- Mauricio Javalera: El invisible de la película

### Doblaje paraHispanoamérica
- Po: Omar Chaparro
- Maestro Shifu: Pedro Armendáriz Jr.
- Lord Shen: Sergio Gutiérrez Coto
- Tigresa: Erika Edwards
- Grulla: Moisés Iván Mora
- Mantis: Raul Anaya
- Serpiente: Liliana Barba
- Mono: Juan Alfonso Carralero
- El ganso Señor Ping (padre de Po): Ismael Castro
- Adivina: Yolanda Vidal
- Maestro Buey Tormenta: Octavio Rojas
- Maestro Rino Ciclón: Jorge Santos
- Maestro Cocodrilo: Carlo Vázquez
- Jefe Lobo: Andrés García
- Guardia gorila: Miguel Ángel Ghigliazza
- Padre de Po: Arturo Casanova

### Doblaje paraEspaña
- Po: Florentino Fernández
- Maestro Shifu: Joaquín Díaz
- Lord Shen: Gabriel Jiménez
- Maestra Tigresa: Nuria Mediavilla
- Maestro Grulla: Albert Trifol Segarra
- Maestro Mantis: Xavier Fernández
- Maestra Víbora: Graciela Molina
- Maestro Mono: Luis Posada
- El ganso Señor Ping (padre de Po): Juan Fernández
- Adivina: Ángeles Gonyalons
- Maestro Buey Tormenta: Alfonso Vallés
- Maestro Rino Ciclón: Jaume Comas
- Maestro Cocodrilo: Domenech Farell
- Jefe Lobo: Rafael Calvo
- Guardia gorila: Miguel Ángel Jenner
- Padre biológico de Po: Gonzalo Abril (final).

## Secuela
En 2016 se estrenó Kung Fu Panda 3 y es dirigida de nuevo por Jennifer Yuh Nelson y producida por Melissa Cobb, el guion fue escrito por Jonathan Aibely Berger Glenn con Guillermo del Toro como productor ejecutivo. Del Toro adelantó en una entrevista que para esta película se contará con «un villano todavía más formidable». El 9 de abril de 2013, se anunció que la fecha del lanzamiento será el 20 de noviembre de 2015. También se anunció que Bryan Cranston, Mads Mikkelsen y Rebel Wilson se unirán al elenco de la película.

## Premios y nominaciones
| Premio                       | Categoría                       | Persona                                                  | Resultado |
| ---------------------------- | ------------------------------- | -------------------------------------------------------- | --------- |
| Premios Óscar                | Mejor película animada          | Jennifer Yuh Nelson                                      | Nominada  |
| Premios Annie                | Mejor película                  |                                                          | Nominada  |
| Premios Annie                | Mejor dirección                 | Jennifer Yuh Nelson                                      | Ganadora  |
| Premios Annie                | Mejor storyboard                | Gary Graham Philip Craven                                | Nominados |
| Premios Annie                | Mejor animación de personajes   | Dan Wagner Pierre Perifel                                | Nominados |
| Premios Annie                | Mejor diseño de producción      | Raymond Zilbach                                          | Ganador   |
| Premios Annie                | Mejor doblaje                   | Gary Oldman Personaje Shen James Hong Personaje Mr. Ping | Nominados |
| Premios Annie                | Mejores efectos animados        | Dave Tidgewell Jason Mayer                               | Nominados |
| Premios Annie                | Mejor montaje                   | Clare Knight                                             | Nominada  |
| Critics' Choice Movie Awards | Mejor película animada          |                                                          | Nominada  |
| Golden Tomato Awards         | Mejor película animada del 2011 |                                                          | 5° lugar  |